# Arnschwang
Arnschwang je obec v německé spolkové zemi Bavorsku. Je součásti zemského okresu Cham ve vládním obvodu Horní Falc. Region kolem Arnschwangu je součástí přírodního parku Horní bavorský les a nabízí řadu turistických atrakcí. V posledních letech se obec rozvíjí zejména v oblasti výroby ekologicky šetrné energie z biomasy a vody.

## Zeměpis

### Zeměpisná poloha
Obec leží na přechodu Bavorského lesa do Šumavy asi 16 km severovýchodně od okresního města Cham v údolí řeky Chamb.

## Historie

### Rané dějiny
Keltové, jakožto první doložení obyvatelé oblasti kolem Arnschwangu, zanechali v prvním století před Kristem viditelné stopy. V místě zvaném Burgholz směrem na Zenching se nachází dosud dobře zachovalý keltský čtyřúhelníkový areál ohraničený valy, který pravděpodobně sloužil kromě ke kultovním účelům také jako místo pro shromažďování nebo jako soudní místo pro vesnická společenství v okolí.
Z jazyka těchto prvních prokazatelných obyvatel může obec Arnschwang - tak jako ostatně také z názvu řeky Chamb - odvodit svoje jméno: „wang“ znamenalo v názvu obce rovné pole, louku. Tomuto zakončení je předřazeno osobní jméno „Aruni“. Pastviny pro dobytek v nedalekém údolí řeky Chamb daly Arnschwangu jméno. Z „pastviny Aruniho“, „Aruniwang“ se stal „Arinschwanch“, v průběhu 14. století potom Ornschwach a nakonec „Arnschwang“.

### Vznik farnosti
Již několik desetiletí po vzniku kláštera v Chammünsteru mohl být pravděpodobně v roce 795 založen kostel také v Arnschwangu. Mimořádná velikost farnosti a pro Horní Falcko vzácné zasvěcení farního kostela sv. Martinovi jsou důkazy pro takové časné datum založení. Farnost by tím byla nejstarší dcerou pradávného kostela Chammünster.
Z farnosti Arnschwang se v roce 1585 oddělilo město Furth im Wald a v roce 1697 Dalking.

### Zámek a obec ve středověku
První písemná zmínka o Arnschwangu pochází z roku 1173. Tehdy zde bylo podle místa uvedeno jméno zdejšího služebníka chamského markraběte.

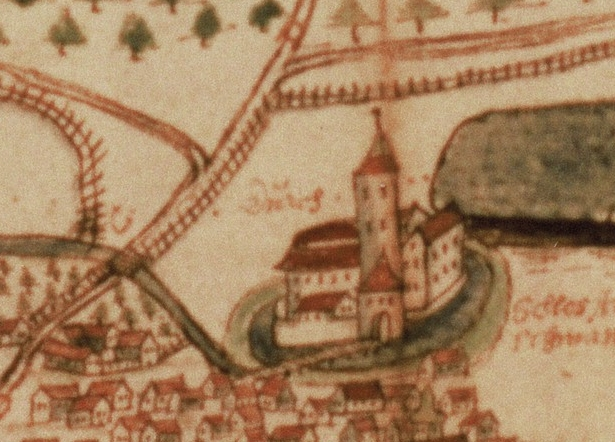
Vodní pevnost Arnschwang 1607

V této době vznikly dva sídlištní protipóly, které jsou ještě dnes rozpoznatelné ve struktuře vsi. Kostel s opevněním na nejvyšším bodu staré vsi a zámek ležící dole u řeky Chamb s hospodářským dvorem a mlýnem.
Po rodu „Arnschwangerů“ následovala ve 14. století rodina Kälblů, později Püdensdorferů a Sattelbognerů.
Od roku 1426 byla krajina vícekrát přepadena husity a vypálena.
Když byl císař Jindřich v roce 1431 poražen velkým vojskem v Čechách, mohl se arnschwangský rytíř Erasmus Sattelbogner opět sám ujmout moci po návratu domů. Na tuto událost během husitských válek navazuje lidová hra, která se každoročně uvádí na slavnosti pod názvem Further Drachenstich - Skolení draka.
V roce 1489 povstal arnschwangský zámecký pán Sigmund ze Sattelbogenu s větším počtem rytířů ve válce - zvané „Löwlerkrieg“ proti bavorskému vévodovi. Arnschwang byl poté vypleněn a zámek zničen.

Mezi léty 1527 až 1612 bylo markrabství Arnschwang v majetku francké rodiny Fuchsů z Wallburgu. V třicetileté válce přepadla a vyplenila švédská vojska vesnici dvakrát. Po prvním nájezdu v roce 1633 se objevil v Arnschwangu o několik týdnů později mor a vyžádal si více než 280 obětí. Po prožitém utrpení složili tehdy obyvatelé Arnschwangu slib každý rok vykonat pouť k Matce Boží do Weißenregenu u Kötztingu. Tato tradice se udržela až do dnešní doby.

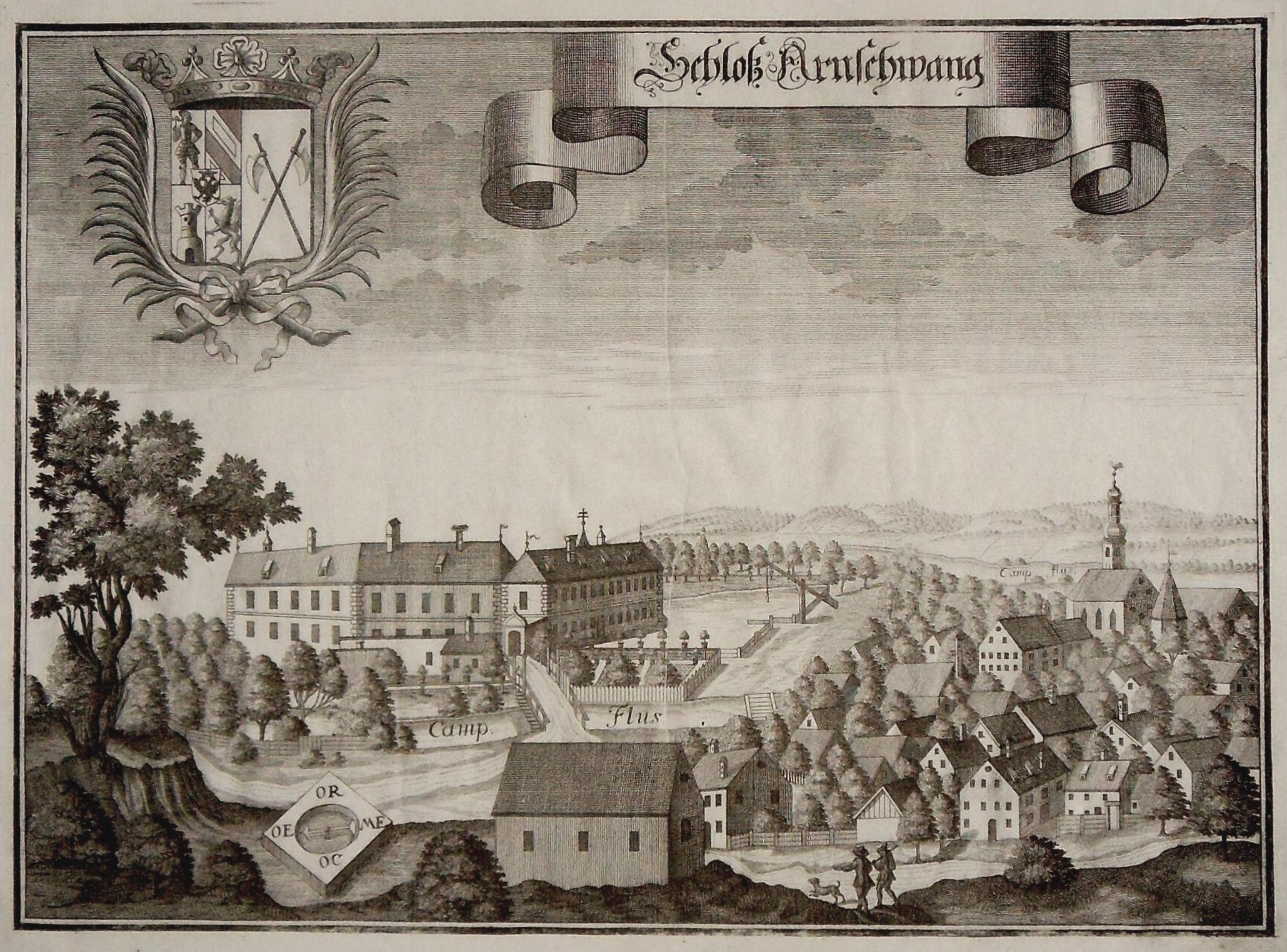
Vodní zámek Arnschwang kolem roku 1700

### Markrabství v raném novověku
V roce 1722 převzal Alois Bonaventura, hrabě z Kreuthu markrabství Arnschwang. V této době zde ve farním kostele vznikl balkon pro panstvo nad sakristií, který je předmětem obdivu i v dnešní době.
V roce 1801 získal panství v Arnschwangu říšský svobodný pán z Völderndorfu. Začal zde stavět cukrovar, pokusil se o výrobu skla a nakonec vařil ocet.
V roce 1826 převzal vládu Bavorska a panství v Arnschwangu rozprodal různým soukromým osobám.

### Požár vesnice v roce 1858
V den svatého Michaela roku 1858 byla skoro celá vesnice zničena mohutným požárem. Budova školy, fara a 41 obytných domů se 142 hospodářskými budovami podlehly ohni, 240 lidí se přitom ocitlo bez střechy nad hlavou. Za pomoci sbírky po celé zemi byla vesnice znovu vystavěna.

### Moderní obec
V průběhu reformy územního rozčlenění obcí byly větší části obcí Zenching a Nößwartling začleněny do Arnschwangu. Na základě silného odporu občanů Arnschwangu byla po několika letech zrušena příslušnost obce do správního celku Weiding.
Od roku 1985 je Arnschwang opět samostatnou obcí.

## Politika

### Znak
Blason (heraldický popis znaku): V modrém štítě vyrůstá z klesajícího stříbrného vlnitého břevna postava svatého Martina s rudým šatem a stříbrným kabátem se zlatou svatozáří, který dělí modrým mečem kabát, vlevo nahoře po straně umístěn malý štít dělený na zlatou, červenou a stříbrnou část.
Znak byl schválen 19. dubna 1984 vládou Horní Falce.
Obec Arnschwang leží na řece Chamb (vlnité břevno) ve Furthské nížině a vlastní velmi starý kostel svatého Martina. Do středu znaku byl proto umístěn patron kostela svatý Martin. Jeho meč má mít také symbolický význam, poněvadž území obce často utrpělo válečnými událostmi škodu. Obzvláště za husitských válek (1419–1433) musela vesnice velmi trpět. Tehdejší majitel markrabství Arnschwang Erasmus Sattelboger proslul hrdinným bojem proti husitům. Rodový erb Sattelbogerů, kteří vymřeli v 15. století (dělený zlatě, červeně a stříbrně), proto rovněž našel uplatnění ve znaku obce. Příslušnost k teritoriu Wittelsbachů je podtržena stříbrnou a modrou tinkturou.

## Doprava

### Silnice
Prostorem obce prochází trasa spolkové silnice 20, která vede z Chamu na německo-českou hranici.

### Železnice
Arnschwang vlastní nádraží na železniční trase Cham-Furth im Wald. Oběma směry je doprava zajišťována přibližně vždy v hodinových intervalech vlaky regionální dráhy Horní Falce.

### Letecká doprava
U Arnschwangu se nachází malé letiště se souřadnicemi 49 16 19,2 N / 12 46 48,0 E.

## Pamětihodnosti

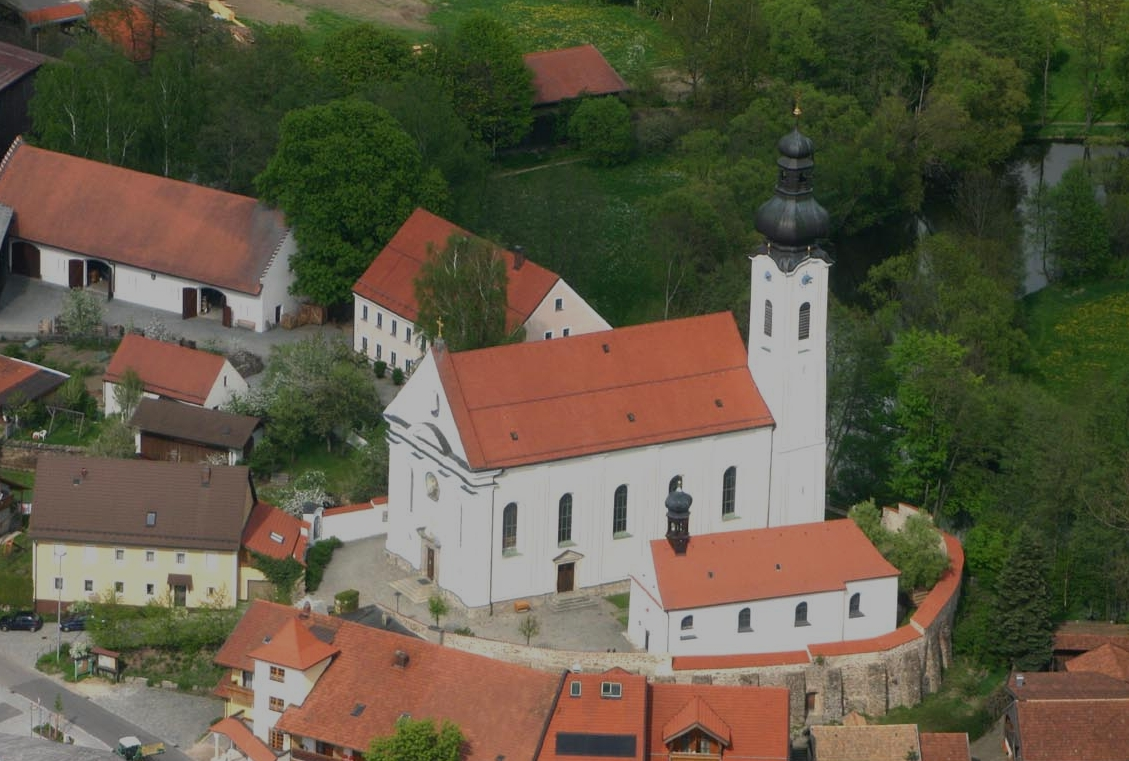
Farní kostel sv. Martina

### Kostely

#### Farní kostel sv. Martina
Obraz obce Arnschwang je utvářen barokním farním kostelem svatého Martina. Presbytář v jeho vnějších zdech a rovněž spodní část stavby věže jsou gotického původu. Nově vystaveno v roce 1723. V roce 1899 bylo podélné křídlo zvýšeno, rozšířeno a prodlouženo o dvě pole.

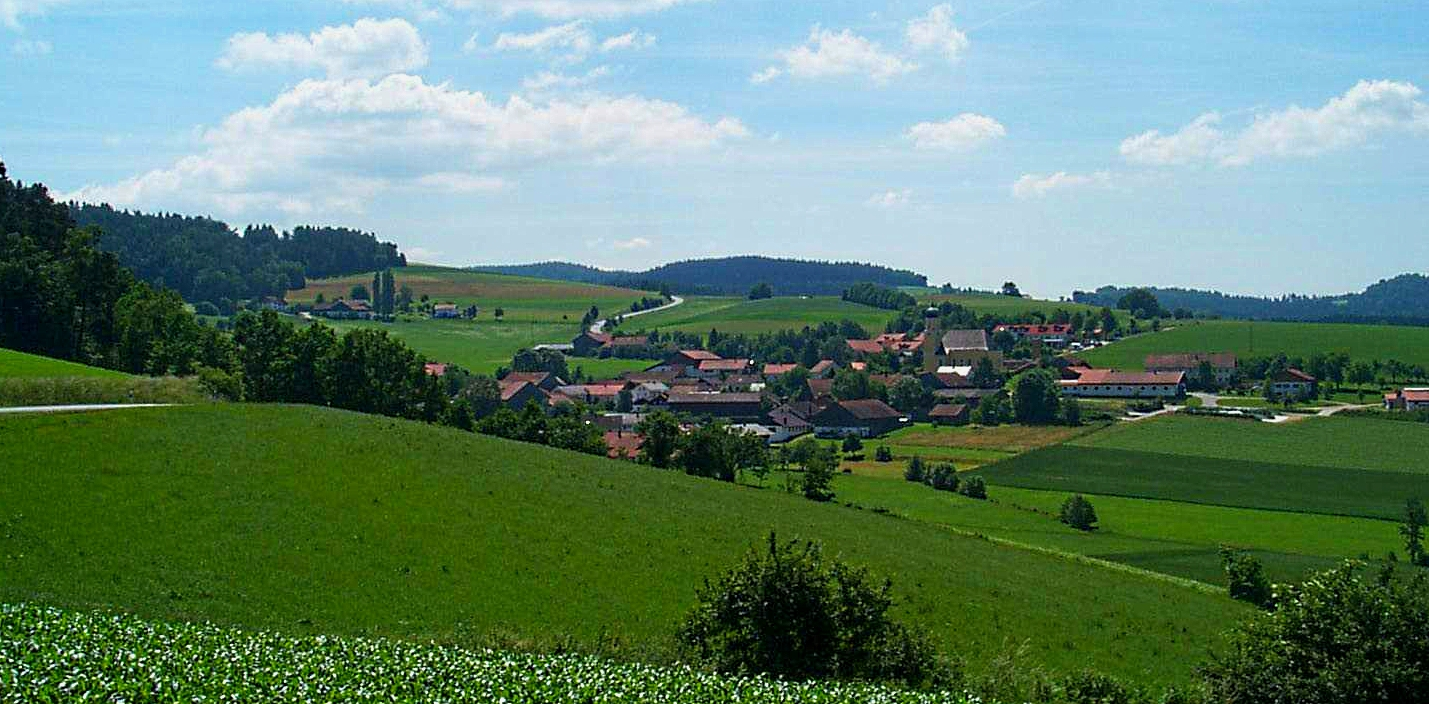
Zenching s kostelem svatého Egidia

#### Kostel svatého Egidia
V místní části Zenching se nachází vedlejší kostel svatého Egidia z 18. století. V roce 1730 nově vystavěn za použití části zdí, které byly k dispozici. V roce 1845 rozšířen o dvě postranní kaple. V roce 1939 strženo podélné křídlo a vystavěna kostelní loď.

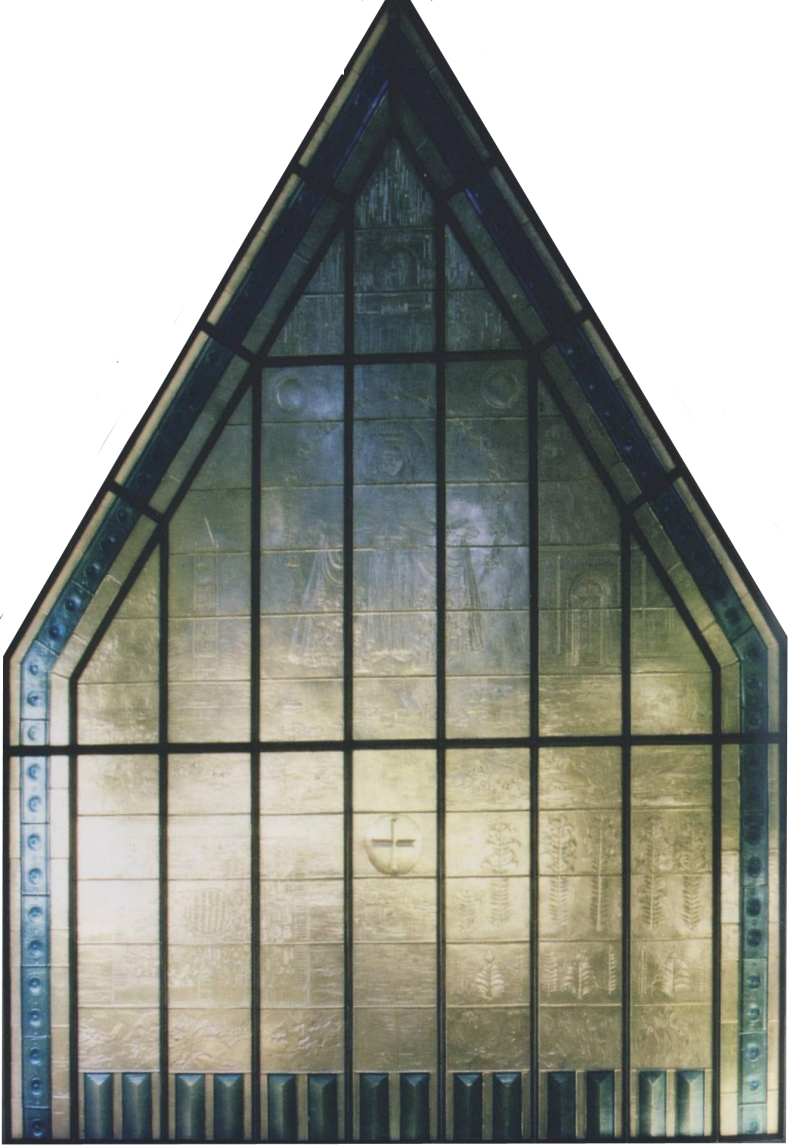
Patronka Bavorska

#### Tanec smrti
V zádušní kapli v Zenchingu jediný tanec smrti ve východní Horní Falci. Zobrazení smrti v 8 obrazech. Vytvořeno asi kolem roku 1760 pravděpodobně malířem Martinem Josefem Hueberem z Kötztingu. Obnoveno v roce 1910 uměleckým malířem Schmalzlem z Falkensteinu, přitom došlo k modernizaci formy i stylu.

#### Patronka Bavorska ze skla
Skleněné štítové průčelí kaple v Trettingu s výjevem patronky Bavorska jakožto Matky Boží s ochranitelským pláštěm. Vytvořeno v roce 2002 sklářským umělcem Bernhardem Schagemannem technikou „ztracených forem“. Moderní vybavení interiéru a křížová cesta s 14 reliéfními deskami z neglazované keramiky od sochařky Veroniky Schagemannové jsou z téhož roku.

### LBV-Centrum Člověk a příroda
V místní části Nößwartling lze navštívit ve „Starém mlýně“ LBV-Centrum Člověk a příroda (LBV-Centrum = Landesbund für Vogelschutz/Zemský spolek na ochranu ptactva - ekologická stanice).

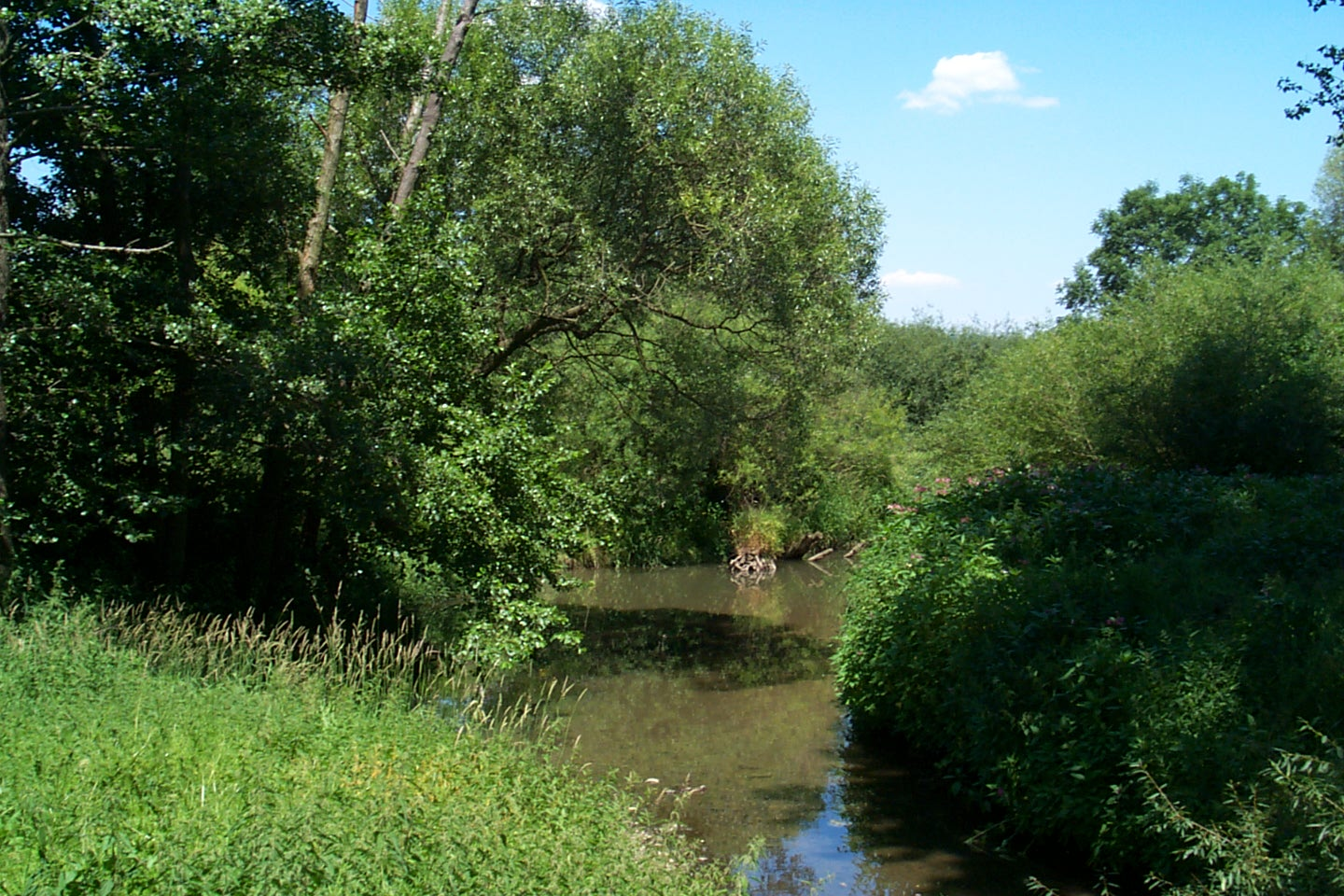
Chráněný přírodní ostrov u LBV-Centra

„Starý mlýn“ v Nößwartlingu je od roku 1991 majetkem obce Arnschwang. Přírodní ostrov, který přímo hraničí s centrem LBV, byl centru v roce 1979 pronajat a to zde udržuje a vytváří životní prostor pro vzácnou flóru a obzvláště faunu zakládáním, popř. optimalizací biotopů.

### Památníky staveb v terénu
- V blízkosti místní části Zenching se nachází keltský čtverúhelníkový areál ohraničený valy z předkřesťanské doby.
- Takzvané „ Švédské šance“ v Ponnholzi jsou raně středověkého původu a byly zakládány na ochranu staré silnice mezi Chamem a Furthem im Wald.
- Staré důlní štoly na těžbu vápence jsou zřetelné ještě nyní v terénu v místní části části Kalkofen.

### Podzemní chodby

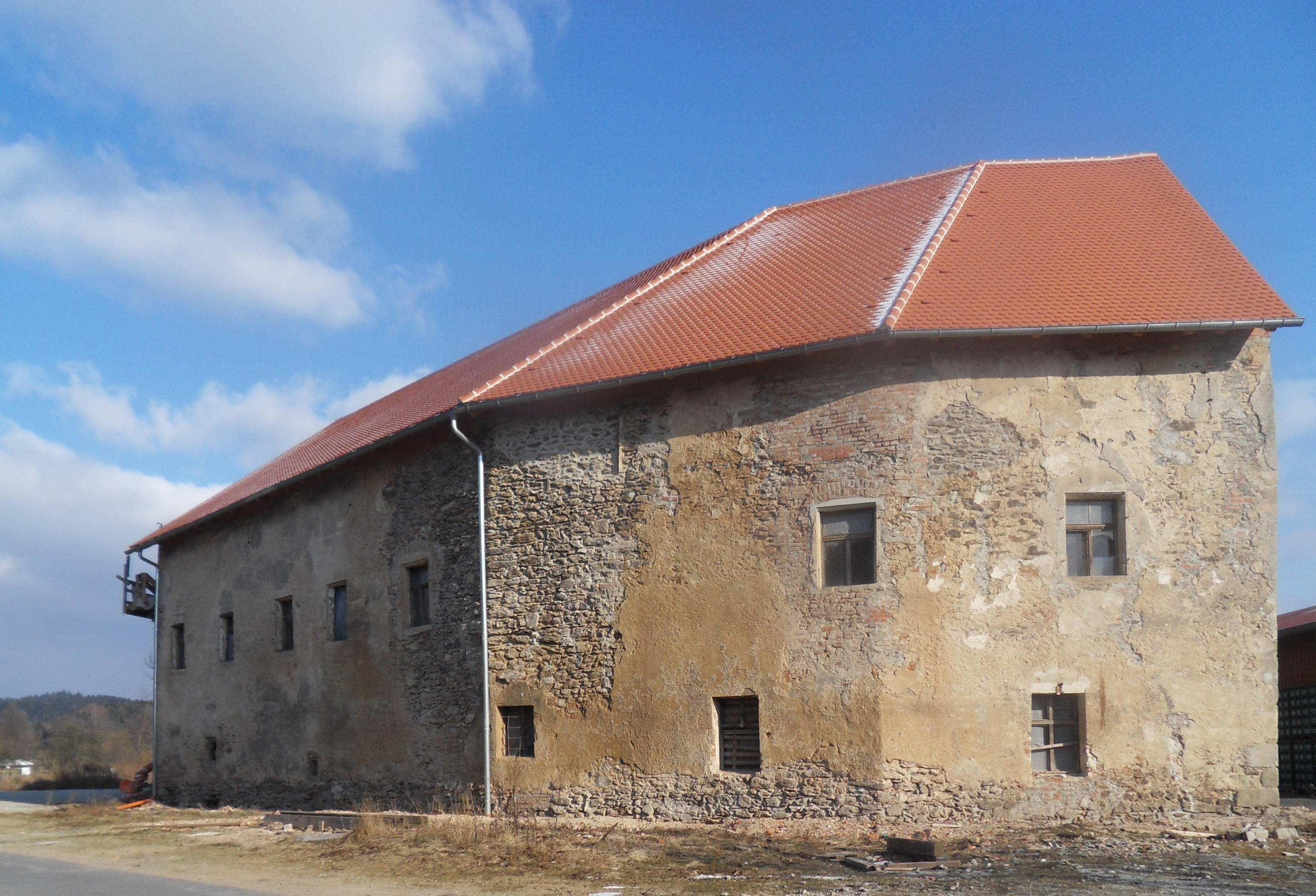
Vodní zámek Arnschwang 2012

V Arnschwangu se nacházejí četné prostory v zemi (podzemní chodby), takzvané „Schrazellöcher“ (Schrazelovy díry).

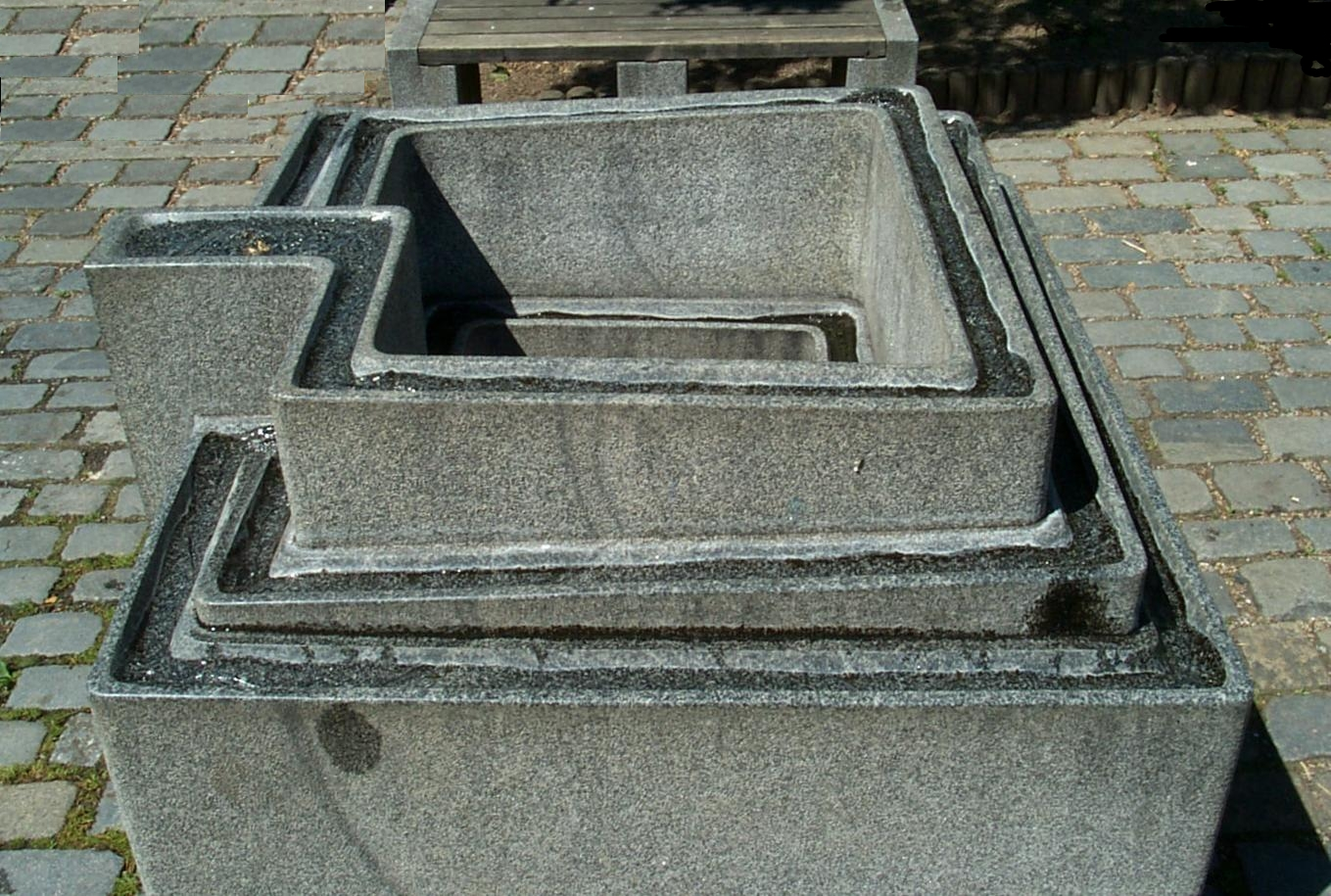
Labyrintová kašna od Toniho Scheubecka

### Labyrintová kašna
U příležitosti oslavy 1 200 let obce vesnická kašna vytvořená místním sochařem Toni Scheubeckem v roce 1995. Z fürstensteinského granitu, vybroušené žlábky na vodu, díky tomu působí světleji; ostatní povrch zmatněn. Místo, kudy teče voda do kašny a kudy odtéká, jsou označeny letopočty 795 a 1995.

### Vodní zámek
Dvoupatrová stavba táhnoucí se do délky. Zbytky architektonických maleb, které rámovaly okna. Z původně nepravidelně založené trojkřídlé budovy se zachovalo víceméně jen západní křídlo. Přízemí s částmi horního patra patří stavebně do 14/15. století. V následujících stavebních fázích byly na budově prováděny četné změny. Začátkem 20. století bylo sneseno patro. Od roku 2010 se provádí radikální sanace budovy.